# Stephens Castle
Stephens Castle är ett slott i Storbritannien.   Det ligger i kommunen Ceredigion och riksdelen Wales, i den södra delen av landet, 280 km väster om huvudstaden London. Stephens Castle ligger 121 meter över havet.
Terrängen runt Stephens Castle är kuperad åt sydost, men åt nordväst är den platt. Stephens Castle ligger nere i en dal. Runt Stephens Castle är det ganska tätbefolkat, med 72 invånare per kvadratkilometer. Närmaste större samhälle är Lampeter, 0,33 km sydväst om Stephens Castle. Trakten runt Stephens Castle består i huvudsak av gräsmarker.